# Politiska system inom Europeiska unionen

Fria länder i EU och övriga Europa med omnejd enligt Freedom House
Fria länder
Delvis fria länder
Icke-fria länder
Länder utanför EU är markerade i en ljusare färgton.

Politiska system inom Europeiska unionen syftar på medlemsstaternas olika beslutssystem. Eftersom varje medlemsstat är självständig och suverän, finns det ingen enhetlig utformning för hur medlemsstaternas politiska system ska fungera. Även om det finns många likheter mellan medlemsstaterna, så som att demokrati och yttrandefrihet tillämpas, finns det också många skillnader. Länderna speglar en bred variation, med allt från monarkier till republiker, enhetsstater till federationer och presidentialistiska republiker till konstitutionella monarkier. Vid ett av Europeiska rådets möten, i Köpenhamn den 21 juni till 22 juni 1993, kom medlemsstaterna överens om vissa särskilda kriterier som ett land måste uppfylla för att över huvud taget ha möjlighet att bli medlem i unionen.
| ” | Medlemskapskriterierna kräver att kandidatlandet måste ha uppfyllt: - stabila institutioner som garanterar demokrati, rättsstatens principer, mänskliga rättigheter och respekt och skydd för minoriteter; - förekomsten av en fungerande marknadsekonomi liksom ha förmågan att hantera konkurrenstrycket och marknadskrafterna inom unionen; - förmågan att uppfylla de skyldigheter som följer med medlemskapet, inbegripet att ansluta sig till den politiska, ekonomiska och monetära unionen. | „ |

Alla Europeiska unionens medlemsstater, utom Ungern (sedan februari 2019), betraktas som fria demokratier enligt Freedom House. Alla medlemsstater är representativa demokratier; emellertid har de olika politiska system, med skillnader som främst uppkommit på grund av respektive lands historiska bakgrund. Många av Europeiska unionens grannländer anses inte vara "fria" enligt samma kriterier. De flesta europeiska länderna som gränsar till EU räknas som "fria" eller "delvis fria", dock med undantag för exempelvis Vitryssland och Ryssland. Å andra sidan räknas de flesta angränsande länderna i Nordafrika och Sydvästasien inte som "fria", med undantag för bland annat Israel och Tunisien.

## Monarkism och republikanism

Monarki
Republik

För närvarande är sex medlemsstater monarkier; Belgien, Danmark, Luxemburg, Nederländerna, Spanien och Sverige. Alla sex monarkierna inom Europeiska unionen är så kallade konstitutionella monarkier, vilket betyder att monarken saknar politisk makt i landet. Antingen saknar monarken makt juridiskt, eller så använder inte monarken sig av sina formella maktbefogenheter av tradition. I början av 1900-talet var Frankrike den enda republiken av de länder som idag är medlemmar i unionen. Först under 1900-talet har antalet republiker ökat markant. Den allmänna opinionen är för närvarande starkt för behållandet av monarki i de kvarstående sex monarkierna, och det finns för tillfället ingen pågående kampanj med folkligt stöd för avskaffandet av någon av dessa monarkier.
En av de mest konkreta skillnaderna mellan republikerna och monarkierna inom EU är att republikernas statschefer är presidenter, som ofta har någon politisk betydelse, medan monarkiernas statschefer, kungarna och drottningarna, helt saknar politiskt inflytande.
Fördelningen mellan antalet republiker och monarkier inom EU speglar även förhållandena i de europeiska länderna utanför unionen. De flesta europeiska länder utanför EU är republiker, med undantag för Andorra, Liechtenstein, Monaco, Norge, Storbritannien och Vatikanstaten. Övriga länder, inklusive Västra Balkan, Ryssland, Island och Turkiet är republiker.

## Regeringsform

Presidentialistisk republik
Semipresidentialistisk republik
Parlamentarisk republik
Konstitutionell monarki

Det finns huvudsakligen tre olika typer av regeringsformer i europeisk politik: i en presidentialistisk republik är presidenten både stats- och regeringschef; i en semipresidentialistisk republik delar presidenten och premiärministern på den verkställande makten; i ett parlamentariskt system är presidenten enbart en ceremoniell person med få politiska maktbefogenheter. Precis som med konstitutionella monarkier, kan ett land klassas som parlamentariskt trots att presidenten har formella maktbefogenheter, men har frivilligt och av tradition avstått från att använda dem. Så är fallet i exempelvis Österrike. De moderna, demokratiska och konstitutionella monarkierna är per definition parlamentariska, eftersom de inte har någon vald statschef som kan utföra icke-ceremoniella uppgifter; av de 21 republikerna i Europeiska unionen, finns det enbart en enda presidentialistisk republik (Cypern) och fem semipresidentialistiska republiker (Frankrike, Litauen, Polen, Portugal och Rumänien).
En medlemsstats regeringsform har särskilt stor betydelse för vem som deltar vid Europeiska rådet. Varje land kan nämligen välja att antingen skicka sin statschef eller sin regeringschef. De konstitutionella monarkierna representeras alltid av sina regeringschefer (premiärministrar) eftersom statscheferna (kungarna eller drottningarna) inte besitter politisk makt. För de parlamentariska republikerna är det vanligaste att regeringscheferna (premiärministrarna) representerar länderna, i likhet med de konstitutionella monarkierna. Detta beror på att regeringscheferna har det främsta ansvaret för den verkställande makten, regeringen, och att de därför representerar sitt land i Europeiska rådet snarare än respektive lands president. De enda länderna som representeras av sina respektive presidenter är därför Cypern, Frankrike, Litauen och Rumänien. I Cypern, där presidentialism tillämpas, beror detta förstås på att presidenten både är statschef och regeringschef. I Frankrike, Litauen och Rumänien är presidenten ansvarig för utrikesrelationerna.

## Grad av självstyre

Enhetsstat
Devolterad stat
Enhetsstat med självstyrande områden
Federation

De flesta av Europeiska unionens medlemsstater är enhetsstater, vilket betyder att maktbefogenheterna i huvudsak är koncentrerade till en centralregering och att enbart mindre och lokala frågor beslutas på regional eller lokal nivå. Förutom enhetsstater, återfinns tre federationer, Belgien, Tyskland och Österrike, med delstater och där maktbefogenheterna är tydligt delade mellan förbundsstaten och delstaterna. Sju andra länder är antingen statsförbund eller devolterade stater.
Danmark, Finland, Frankrike och Nederländerna räknas som statsförbund på grund av att de styr över områden med autonomi. Exempel på sådana områden är Färöarna och Grönland (Danmark), Åland (Finland), Nya Kaledonien (Frankrike) samt Aruba och Nederländska Antillerna (Nederländerna).
Bland de devolterade staterna återfinns Italien och Spanien. I Italien har regeringen delegerat ett antal befogenheter till tjugo regioner, varav fem har i hög utsträckning autonomi. I Spanien har centralregeringen delegerat olika befogenheter till historiska nationaliteter bland de autonoma gemenskaperna, nämligen Andalusien, Baskien, Katalonien och Galicien.
Flera av de territorier som tillhör ovannämnda länder har specialstatus även inom EU. Det beror på deras geografiska, historiska, kulturella och politiska skillnad gentemot övriga unionen, vilket har medfört att de endast deltar delvis eller inte alls i EU:s samarbeten. Flera av territorierna räknas inte ens som en del av EU.

## Parlamenten

Unikameral
Bikameral

Unionens medlemsstater kan ytterligare särskiljas efter antalet kamrar i de nationella lagstiftningsförsamlingarna. Trots att det tidigare har funnits lagstiftande församlingar med mer än två kamrar, är numera samtliga länder unikamerala eller bikamerala. Det finns ingen tydlig trend bland medlemsstaterna om vilket av de två systemen som är bäst, och det finns ingen konkret orsak som avgör varför ett lands lagstiftande församling är unikameral eller bikameral, förutom att federationer och länder med starka regionala skillnader eller regionala identiteter normalt är bikamerala för att reflektera regionernas intressen på ett nationellt plan, medan mindre länder och enhetsstater oftare är unikamerala. Det finns också ett geografiskt mönster; unikamerala parlament dominerar i Nord- och Östeuropa.
Om ett lands parlament enbart har en kammare är den kammare alltid fullständigt demokratiskt vald. Om det däremot finns två kamrar, är oftast den lägre kammaren direktvald, medan den övre kammaren kan variera från land till land om den är demokratiskt vald eller inte. I exempelvis Polen är den övre kammaren direktvald, medan den i Österrike är vald av de regionala församlingarna och i Slovenien vald av särskilda intressegrupper.
Ifall ett land är bikameralt och den övre kammaren är icke-folkvald, är dess maktbefogenheter starkt begränsade i förhållande till den folkvalda kammaren. Den övre kammaren kan ofta förhala beslut, men inte förhindra att de förr eller senare verkställs.